# Lê Linh (họa sĩ)
Lê Linh (tên đầy đủ là Lê Phong Linh, sinh ngày 9/7/1974) là một kiến trúc sư, họa sĩ truyện tranh Việt Nam, tác giả của bộ truyện tranh nổi tiếng Thần đồng đất Việt.

## Sự nghiệp
Năm 2002, Lê Linh được Công ty Phan Thị mời về làm họa sĩ truyện tranh. Dựa theo gợi ý của bà Phan Thị Mỹ Hạnh (Giám đốc Công ty Phan Thị) về một bộ truyện tranh có bối cảnh lịch sử thời Lê sơ, họa sĩ Lê Linh đã phác họa lên hình tượng các nhân vật Trạng Tí, Sửu Ẹo, Dần Béo, Cả Mẹo,... Tập truyện đầu tiên của bộ truyện tranh Thần đồng đất Việt được họa sĩ Lê Linh sáng tác và phát hành vào tháng 2 cùng năm.
Sau khi nộp đơn đăng ký bản quyền, tháng 5 năm 2002, Cục Bản quyền cấp giấy chứng nhận bản quyền tác giả, ghi nhận quyền tác giả thuộc về đồng tác giả là Lê Linh và bà Phan Thị Mỹ Hạnh, quyền tài sản thuộc về Công ty Phan Thị.
Năm 2006, do mâu thuẫn về việc sử dụng hình ảnh các nhân vật trong Thần đồng đất Việt, Lê Linh rời Phan Thị. Công ty Phan Thị tiếp tục thuê người vẽ Thần đồng đất Việt mà không đề tên tác giả, họa sĩ. Theo họa sĩ Lê Linh, đến thời điểm này ông mới biết bà Phan Thị Mỹ Hạnh được công nhận là đồng tác giả của hình tượng bốn nhân vật Trạng Tí, Sửu Ẹo, Dần Béo, Cả Mẹo.
Tháng 4 năm 2007, họa sĩ Lê Linh đệ đơn kiện tại Tòa Kinh tế, Tòa án nhân dân Thành phố Hồ Chí Minh.
Cùng tháng, Lê Linh được Cục Bản quyền cấp giấy chứng nhận bản quyền tác giả đồng thời là chủ sở hữu bộ truyện tranh mới mang tên Long Thánh, với nhân vật chính Long Tinh. Ngày 10 tháng 5 năm 2008, Tập đầu của bộ truyện xuất bản. Ngay sau đó, Phan Thị gửi đơn kiện Lê Linh do vi phạm quyền tác giả do "sử dụng hình ảnh Trạng Tí mà không xin phép chủ sở hữu quyền tác giả". Bộ truyện Long Thánh phải đình bản và dù Tòa án mới trong giai đoạn sơ thẩm nhưng các ấn bản Long Thánh bị kê biên.
Ngày 28 tháng 8, năm 2008, Tòa kinh tế TP.HCM đã hoãn xử vụ kiện về tranh chấp sở hữu trí tuệ giữa họa sĩ Lê Linh và Công ty Phan Thị. Lê Linh bước vào chặng đường nhiều năm đòi quyền tác giả.
Ngày 28 tháng 12, năm 2018, vụ tranh chấp quyền tác giả truyện tranh Thần đồng đất Việt được xét xử lần đầu. Ngày 18 tháng 12 năm 2019, Lê Linh thắng kiện. Hội đồng xét xử công nhận họa sĩ Lê Linh là tác giả duy nhất của bộ truyện Thần đồng đất Việt và bốn hình tượng nhân vật trong truyện là Trạng Tí, Sửu Ẹo, Dần Béo, Cả Mẹo.

## Tác phẩm
- Thần đồng đất Việt (2002-2006)
- Long Thánh (2007-2008)